# Rivière Madeleine (La Haute-Gaspésie)
Pour les articles homonymes, voir Rivière Madeleine.
La Rivière Madeleine est un affluent du littoral sud du fleuve Saint-Laurent, dans la région administrative de la Gaspésie-Îles-de-la-Madeleine, au Québec, au Canada. Elle coule dans les municipalités régionales de comté de :
- MRC de La Côte-de-Gaspé : Canton de Deslandes, canton de Lessepts, canton de Bonnécamp, canton de la Rivière et territoire non organisé de Collines-du-Basque ;
- MRC de La Haute-Gaspésie : territoire non organisé du Mont-Albert, municipalité de Sainte-Madeleine-de-la-Rivière-Madeleine.

Prenant sa source au pied du mont de la Table, dans le parc de conservation de la Gaspésie, la rivière Madeleine constitue l'une des plus importantes rivières du littoral Nord de la Gaspésie. Cette rivière suit un cours serpentin vers le nord sur environ 120 km. Elle se déverse sur le littoral sud de l'estuaire maritime du Saint-Laurent, à la hauteur de la municipalité de Sainte-Madeleine-de-la-Rivière-Madeleine. 

## Géographie
La rivière Madeleine prend sa source en montagne à la limite du canton de Boisbuisson (côté nord) et du canton de Deslandes (côté sud), dans le parc de conservation de la Gaspésie, dans les monts Chic-Chocs qui font partie des monts Notre-Dame. Cette source est située sur le versant sud de la ligne de partage des eaux entre le versant de la rivière Madeleine et du ruisseau des Cascadres (situé du côté nord) lequel se déverse dans la rivière Sainte-Anne Nord-Est qui a son tour se déverse dans la rivière Sainte-Anne (Bas-Saint-Laurent).
Cette source de la rivière Madeleine est située à 27,5 km au sud du littoral sud de l'estuaire du Saint-Laurent, à 2,7 km au sud-ouest du sommet du mont Jacques-Cartier, à 5,1 km au sud-ouest du sommet du mont de la Passe et à 4,4 km au sud-est du sommet du mont de la Table.
À partir de sa source, la rivière Madeleine coule sur 123 km répartis selon les segments suivants :
Cours supérieur de la rivière Madeleine (segment de 30,7 km)
- 1,6 km vers le sud dans le canton de Deslandes, jusqu'à la décharge (venant de l'Est) du lac Dolbeau (altitude : 973 m) ;
- 2,8 km vers le sud dans une vallée encaissée, jusqu'à la limite du canton de Lessepts ;
- 4,7 km vers le sud dans le canton de Lessepts, jusqu'à la confluence du ruisseau des Orignaux (venant du nord-ouest) ;
- 3,2 km vers le sud-est, jusqu'à la décharge du lac Robitaille (altitude : 1 012 m) ;
- 1,8 km vers le sud-est, en traversant la route, jusqu'à la décharge (venant de l'ouest) du ruisseau aux Pékans ;
- 4,9 km vers l'est, puis le nord-est, jusqu'à la limite du canton de Deslandes ;
- 10,6 km vers le nord-est dans le canton de Deslandes, jusqu'à la confluence de la rivière Madeleine Sud (venant du sud) ;
- 1,1 km vers l'est, jusqu'à la confluence de la rivière Madeleine Nord (venant du nord-ouest).

Cours intermédiaire : entre la rivière Madeleine Nord et rivière au Diable (segment de 55,2 km)
À partir de la confluence de la rivière Madeleine Nord, la rivière Madeleine coule sur :
- 6,8 km vers le nord-est dans le canton de Deslandes, jusqu'à la limite du canton de Bonnécamp ;
- 4,7 km vers le nord-est dans le canton de Bonnécamp, jusqu'à la limite du canton de la Rivière ;
- 4,6 km vers le nord-est dans le canton de la Rivière, jusqu'à la limite de Réserve faunique des Chic-Chocs ;
- 14,6 km vers le nord-est dans la Réserve faunique des Chic-Chocs, jusqu'à la confluence de la rivière des Béland (venant du sud) ;
- 2,0 km vers le nord-est, jusqu'à la limite du territoire non organisé du Mont-Albert ;
- 5,3 km vers l'est dans le territoire non organisé du Mont-Albert, jusqu'à la confluence du ruisseau à Hunter (venant du sud) ;
- 17,2 km vers le nord-est, jusqu'à la confluence de la rivière au Diable (venant du nord).

Cours intermédiaire : entre la rivière au Diable et rivière à l'Eau Claire (segment de 23,5 km)
À partir de la confluence de la rivière au Diable, la rivière Madeleine coule sur :
- 4,2 km vers le sud, jusqu'à la confluence du ruisseau de la Coulée à Achille (venant de l'Est) ;
- 3,8 km vers le sud, jusqu'à la confluence du ruisseau de la Coulée à Léon (venant du sud-ouest) ;
- 5,8 km vers le sud, jusqu'à la confluence du ruisseau aux Cailloux (venant de l'ouest) ;
- 5,2 km vers l'est, jusqu'à la confluence du ruisseau de la Coulée du Camp de la Compagnie (venant du nord) ;
- 1,7 km vers l'est, jusqu'à la limite du territoire non organisé de Collines-du-Basque (MRC de La Côte-de-Gaspé) ;
- 2,8 km vers l'est dans le territoire non organisé de Collines-du-Basque, jusqu'à la confluence de la rivière à l'Eau Claire (venant du sud).

Cours inférieur de la rivière Madeleine (segment de 39,1 km)
À partir de la confluence de la rivière à l'Eau Claire, la rivière Madeleine coule sur :
- 3,0 km vers le nord dans le territoire non organisé de Collines-du-Basque, jusqu'à la confluence du ruisseau du Champ de Mil (venant de l'est) ;
- 1,5 km vers le nord, jusqu'à la confluence du ruisseau à l'Ours (venant de l'ouest) ;
- 1,0 km vers le nord, jusqu'à la confluence du ruisseau Matte (venant de l'est) ;
- 4,8 km vers le nord-est, en recueillant les eaux du ruisseau Belley (venant du nord-ouest), jusqu'au bassin du Grand Remous où se déverse le ruisseau du Cap (venant de l'est) ;
- 1,4 km vers le nord, jusqu'à la limite de la municipalité de Sainte-Madeleine-de-la-Rivière-Madeleine ;
- 8,1 km vers le nord dans Sainte-Madeleine-de-la-Rivière-Madeleine, formant un grand S en début de ce segment, jusqu'à la confluence du ruisseau de la Ferme (venant de l'est) ;
- 1,7 km vers le nord-ouest, jusqu'à la confluence du ruisseau de la Coulée de la Pointe aux Fraises (venant du nord-ouest) ;
- 2,6 km vers le nord, jusqu'à la confluence du ruisseau Bélanger (venant du nord-est) ;
- 0,6 km vers le nord-ouest, jusqu'à la confluence du ruisseau de la Coulée à Bélanger (venant de l'ouest) ;
- 3,0 km vers le nord, jusqu'à la confluence du ruisseau Tremblay (venant de l'est) ;
- 2,6 km vers le nord en formant une courbe prononcée vers l'ouest et en traversant la chute Le Grand Saut, jusqu'à la confluence du ruisseau des Petites Chutes (coulée du Petit Saut) (venant de l'est) ;
- 1,5 km vers le nord-ouest, jusqu'à la confluence du ruisseau de la Tank à l'eau Frette (venant de l'est) ;
- 5,3 km vers le nord en contournant l'île Bréard par le côté est, jusqu'au pont de la route 132 ;
- 2,0 km vers le nord-ouest, bordée par un isthme (du côté nord-est) jusqu'à la hauteur du Cap de la Madeleine, soit la confluence de la rivière[3].

La rivière se déverse dans le barachois de Rivière-Madeleine (soit l'anse de la Rivière Madeleine), situé entre le « Cap de la Madeleine » (située du côté ouest) et  l'anse du cap à l'Ours (situé du côté est), au cœur du petit village de Rivière-Madeleine, dans la municipalité de Sainte-Madeleine-de-la-Rivière-Madeleine, sur le littoral sud de l'estuaire maritime du Saint-Laurent. Le phare de Cap Madeleine est situé sur le cap du côté ouest de la baie.

La rivière à son embouchure
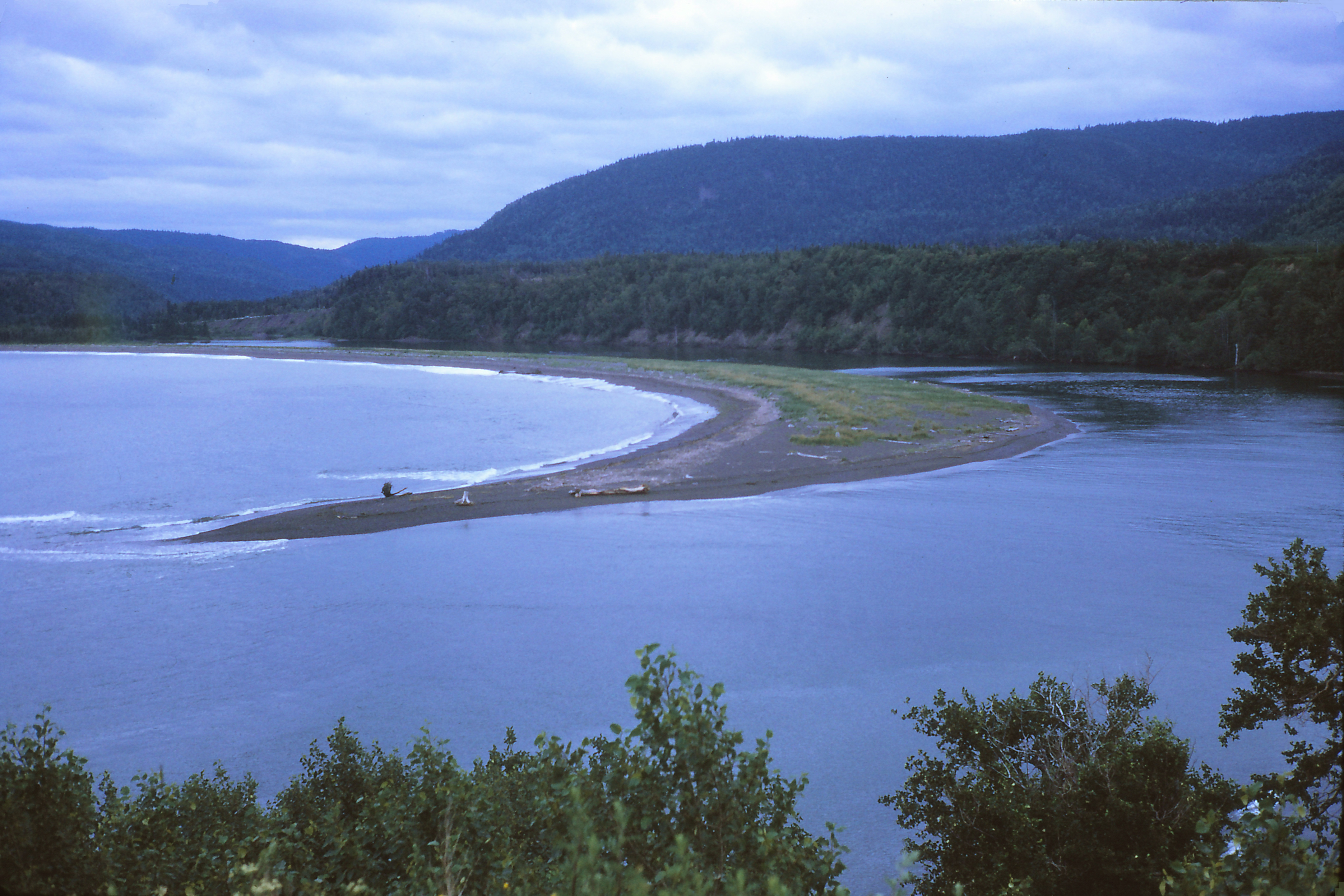
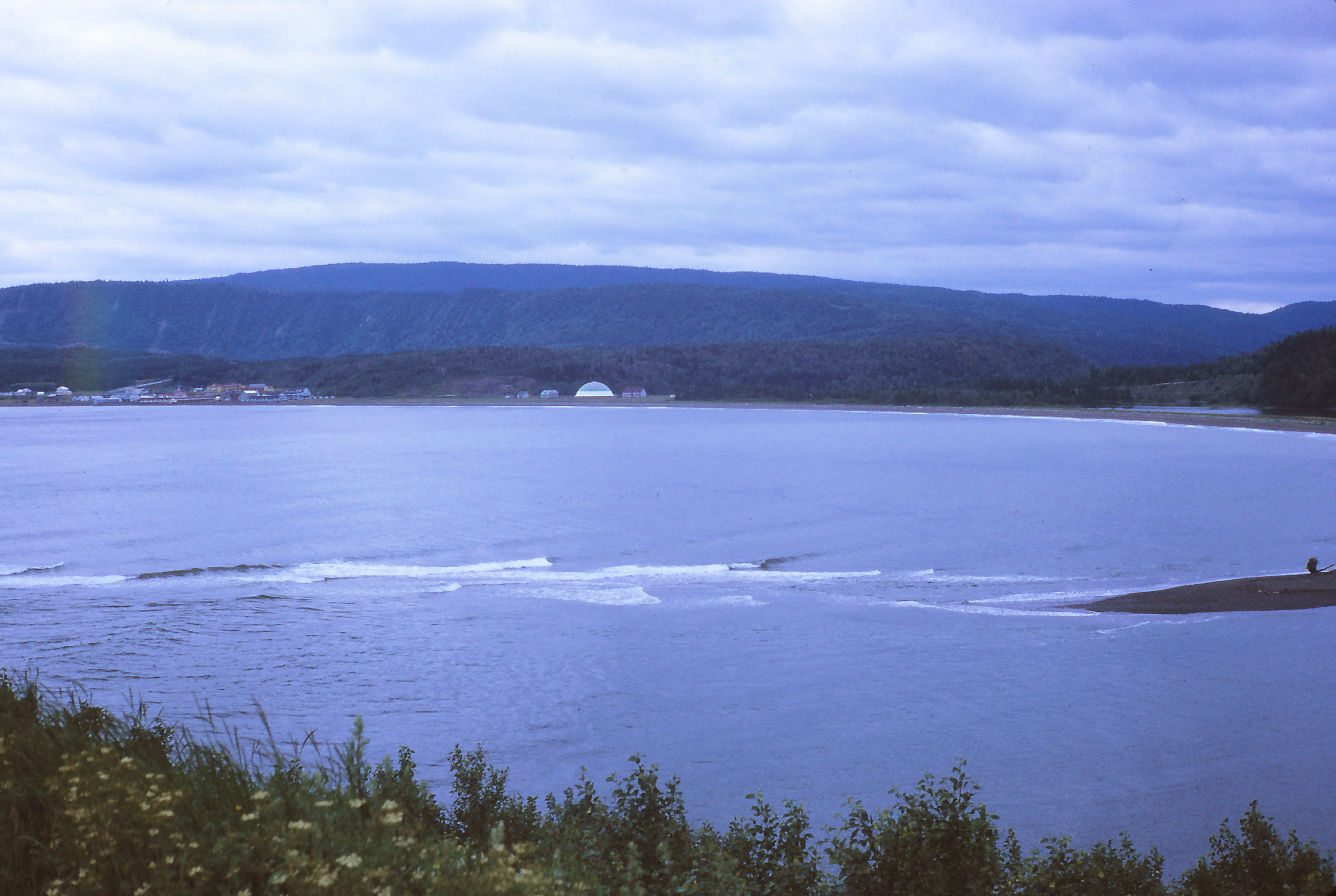

## Toponymie
Le terme Madeleine dans l'appellation de la rivière est aussi utilisé dans une douzaine d'entités géographiques de ce secteur de la péninsule gaspésienne. Le toponyme Rivière Madeleine figure dans l'acte de concession de la seigneurie de la Rivière-de-la-Madeleine du 30 mai 1679, à Antoine Caddé ; l'acte attribue au Seigneur un territoire d'un quart de lieue de part et d'autre de la rivière de la Magdelaine en largeur et sur 2 lieues de profondeur. Plusieurs variantes toponymiques ont été répertoriées depuis le XVIIe siècle, tels : Maddalen, Magdeleine, Magdelaine et Madelaine. Finalement la variante toponymique Madeleine a subsisté dans l'usage populaire et a été officialisé par la Commission de toponymie du Québec. Variante toponymique : Grande rivière Madeleine.
Le toponyme rivière Madeleine a été officialisé le 5 décembre 1968 à la Commission de toponymie du Québec.